# Phare du Guilvinec
Le phare du Guilvinec (en breton : tour-tan an dik), appelé  feu du môle Nord, est un phare portuaire du Guilvinec Finistère en (France). Il est construit en 1922. Il éclaire et sécurise l'entrée du port du Guilvinec et son môle depuis le 17 mars 1923. Il  appartient à l'État français.

## Construction et mise en service
Lors du conseil municipal du 25 novembre 1906, est émise l'idée d'un phare sur le môle.
Le projet de construction du phare du Guilvinec est approuvé et l'approbation ministérielle de construction est signée le 16 avril 1907. Le projet est à l'époque estimé à 9 000 francs.

## Architecture et aménagement
La tour est en maçonnerie.
Sa forme est rectangulaire à la base.
La moitié inférieure de la tour est peinte en blanc, la moitié supérieure en rouge.

## Histoire du signal
Un feu fixe rouge élevé à 15,20 mètres au-dessus du niveau de la mer éclaire un espace angulaire de 14 degrés de chaque côté du canal.
Il est visible sur une distance de 9 milles dans l'axe et a seulement 6 milles à 10 degrés de l'axe.
L'appareil d'éclairage est catoptrique ou à réflecteurs métalliques.

## Les trois feux du Guilvinec
Lost-Moan
Ce feu est actif avec un plan focal à 8 mètres au-dessus du niveau moyen de la mer. Il émet trois éclats toutes les 12 secondes, blanc, rouge ou vert selon la direction. Il signale les hauts fonds de Karek Hir. C'est une tour en béton de 12,5 m avec une galerie, peinte en rouge. Il se situe à l'extrémité est d'un récif à peine immergé à environ 800 mètres au sud de l'entrée du Guilvinec. 
Feu postérieur
Ce feu est daté de 1871. Il est actif, avec un plan focal de 26 mètres. Il émet un signal rapide blanc, visible seulement dans un étroit secteur encadrant l'axe du chenal d'entrée. Il mesure environ 17 m. C'est une tour carrée, en maçonnerie, avec un large pignon et deux fausses cheminées. La façade est peinte en blanc avec une large bande verticale rouge au centre. En 1903, ce phare a été surélevé de 2,5 mètres avec la mise en place d'une lanterne. À cette période, la lumière était visible à 500 mètres au nord-est, aujourd'hui elle l'est à 1 000 mètres. 
Feu du môle
Ce feu est actif depuis 1923, avec un plan focal de 11 mètres. Il émet un éclat rouge, toutes les 4 secondes. La hauteur de la tour de maçonnerie ronde avec la lanterne et la galerie est de 10 mètres. La moitié supérieure du phare est peinte en rouge, la moitié inférieure est blanche. Le port s'ouvre à l'ouest, l'entrée étant d'ouverture étroite. Situé à l'extrémité du môle nord. Môle accessible à pied.